# 高孝瑜
高孝瑜（537年—563年8月2日），字孝瑜，一字正德，北齐文襄帝高澄庶出长子，北齐宗室、官员。

## 生平
宋氏所生，初封河南郡公，北齐文宣帝受禅，进爵为河南郡王。历任中书令、司州牧。开始，高孝瑜养在祖父神武帝高欢宫中，与武成帝高湛同岁，叔侄一起长大情同手足，将诛杨愔等，高孝瑜参预其谋。及武成帝即位，礼遇特隆。武成帝在晋阳手敕给他：“吾饮汾清二杯，劝汝于鄴酌两杯。”
高孝瑜容貌魁伟，精彩雄毅，谦慎宽厚，兼爱文学，读书敏速一目十行，覆棋不失一道。初，北齐文襄帝在鄴东起山池游观，时俗眩之，高孝瑜遂于府第建造水堂龙舟，在舟上植幡槊，多次召集诸弟，宴射为乐。武成帝幸其府第，见到很高兴，后园玩乐开始盛兴。于是无论贵贱都仿效，处处营造。
北齐武成帝常常使和士开与胡皇后对坐握槊，孝瑜劝谏：“皇后天下之母，不可与臣下接手。”武成帝很同意。武成帝器重赵郡王高叡，高孝瑜又说赵郡王之父死于非命，不可以亲近。于是高叡与和士开都恨上高孝瑜。和士开密告他奢侈僭越。高叡又言：“山东只闻有河南王，不闻有陛下。”武成帝由是猜忌他。武成帝有个御女（低级妃嫔）尔朱摩女，本来是娄昭君的宮婢，高孝瑜先与她通奸，后在河清二年（563年）六月廿八庚申，太子婚夜，高孝瑜偷偷跟她说话。武成帝见状大怒，一顿灌给他饮了三十七杯酒。高孝瑜体形肥大，腰带十围，派娄子彦驾车载出高孝瑜，在车中下毒。至西华门，高孝瑜烦热躁闷，投水而死。追赠使持节、都督定沧瀛幽青燕朔七州诸军事、骠骑大将军、定州刺史、太尉公、录尚书事、河南郡王如故，谥号康献，同年十月五日葬于邺城西北二十五里。
正妃是卢正山的女儿，也是武成帝胡皇后的表姐。儿子高弘节嗣位。

## 延伸阅读
[在维基数据编辑]
 《北齊書·卷11》，出自李百药《北齊書》
 《北史·卷052》，出自李延壽《北史》